# Каддіш (Цілком таємно)
Каддіш (Kaddish) — п'ятнадцята серія четвертого сезону американського науково-фантастичного телевізійного серіалу «Цілком таємно». Прем'єра в мережі «Фокс» відбулася 16 лютого 1997 року.
Агенти розслідують загадкові вбивства молодих неонацистів. Знайдені на місці вбивств відбитки пальців належать Ісааку Луріа, власнику магазина, раніше вбитому цими неонацистами. Всупереч різним обставинам, Малдер робить висновок, що неонацистів убиває Голем — міфологічна істота, котра мститься за смерть Луріа. Епізод відноситься до монстра тижня й не пов'язаний з «міфологією серіалу». Назва серії є посиланням до юдейської поминальної молитви.
Серія за шкалою Нільсена отримала рейтинг домогосподарств 10.3, його переглянули 16.56 мільйона людей у своєму початковому ефірі.

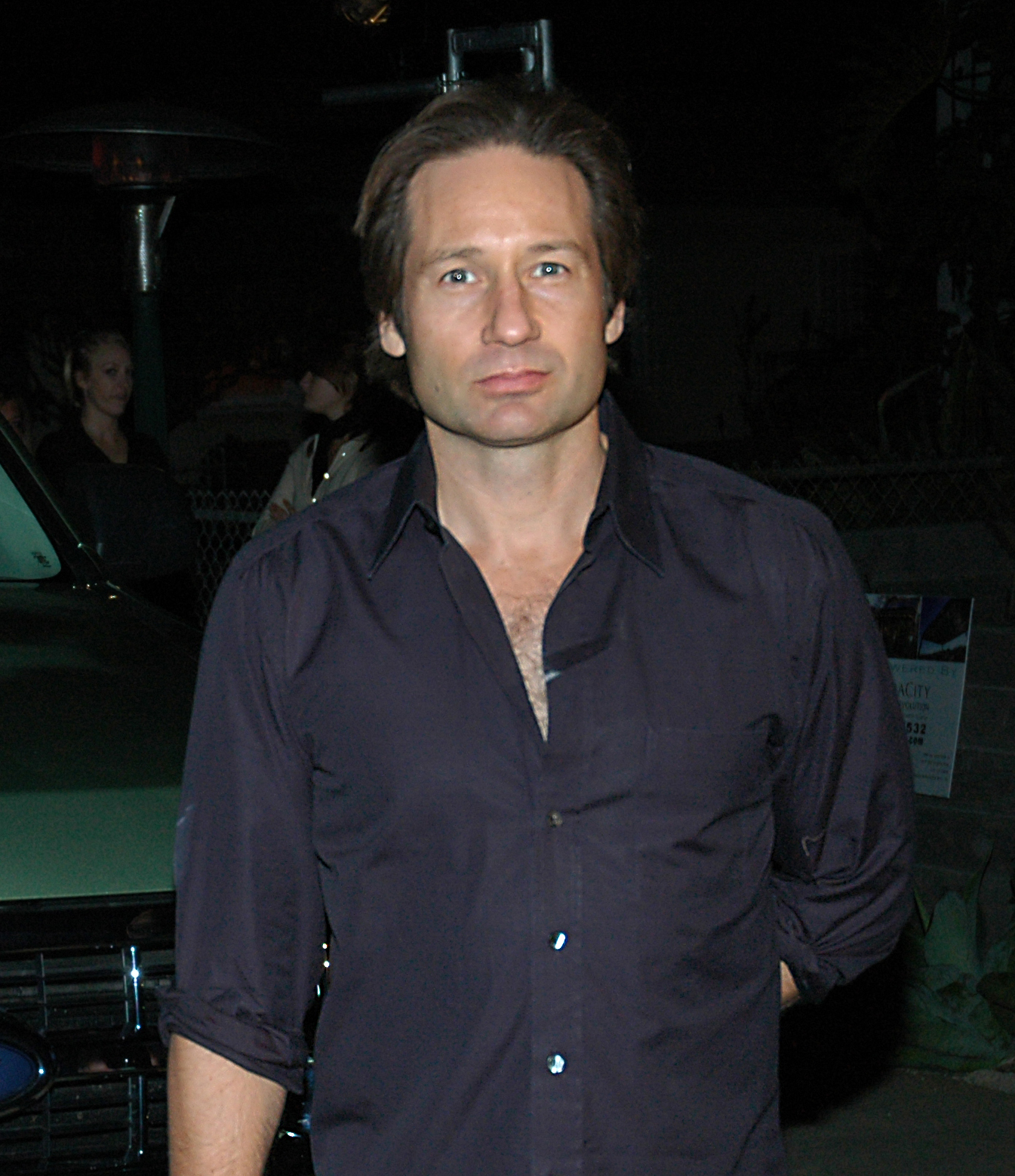

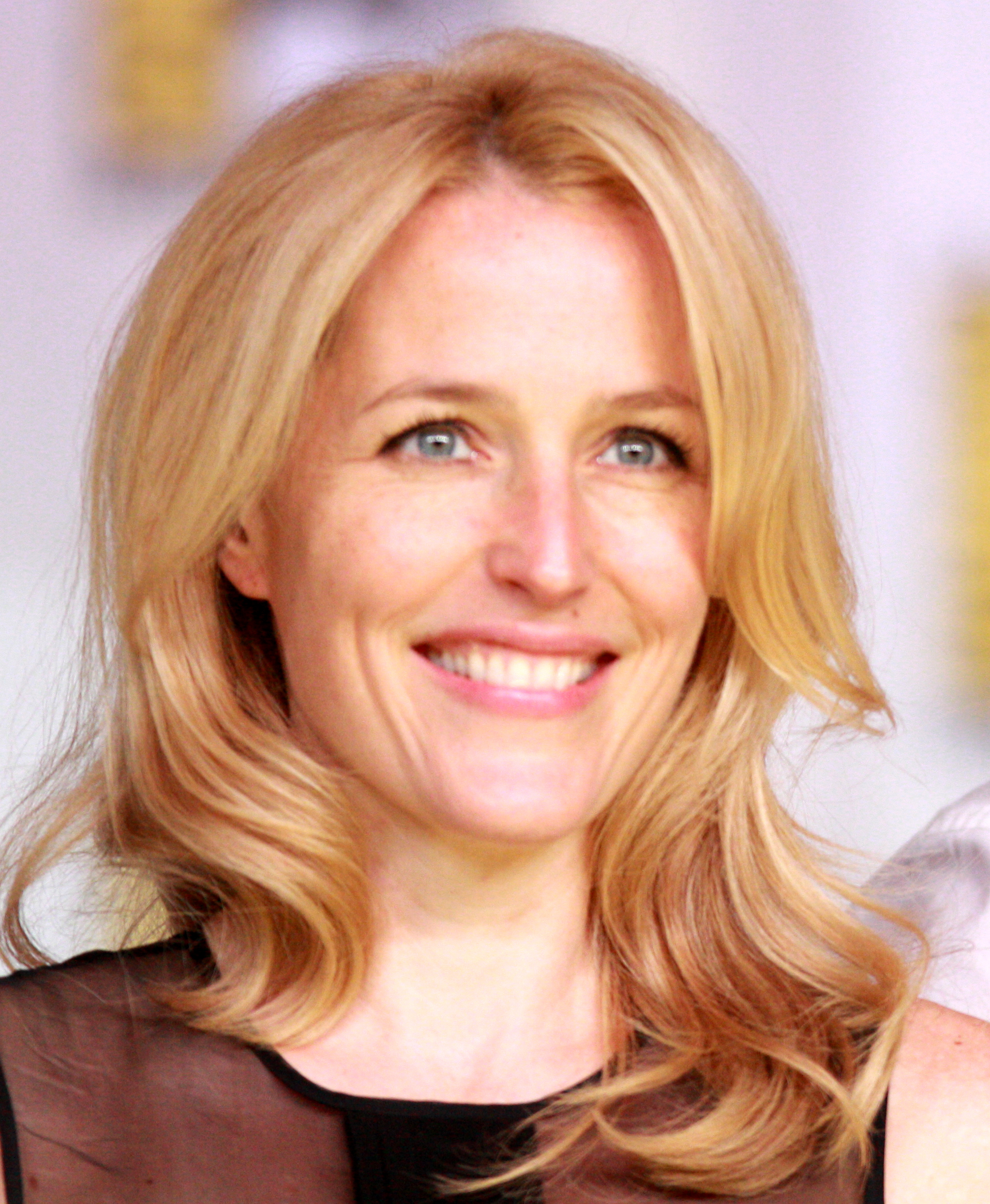

## Зміст
Істина за межами досяжного
В Брукліні (Нью-Йорк) на цвинтарі Бен-Сіон група євреїв-хасидів ховає молодого чоловіка — Ісаака Луріа. Ісаака побили й застрелили три молоді неонацисти у його магазині. Першими з похорону йдуть наречена Луріа, Аріел і її батько Якоб Вайс.
Уночі темна постать на кладовищі ліпить із землі людську фігуру й відходить, лишивши дихаючу істоту лежати під дощем.
Один з нападників на Луріа знайдений у своїй квартирі повішеним, а на місці злочину виявлені відбитки пальців Ісаака. Малдер і Скаллі приїздять розслідувати цей випадок. Скаллі вважає — убивство це помста, а відбитки Луріа підроблені, аби заплутати слідство. Агенти просять Аріел та її батька надати дозвіл на ексгумацію могили Луріа, це доводить Якоба Вайса до шаленства.
Доки агенти обговорюють справу та від'їздять, їх слухає під дощем фігура, замащена землею. Опитавши Курта Брунжеса, расистськи налаштованого власника копіювальної майстерні поряд з магазином Луріа, агенти підозрюють його в організації убивства. Не маючи доказів, Малдер говорить Брунжесу, що життя двух інших неонацистів (убивство Луріа було записано камерою відеонагляду) в небезпеці. Безпосередній убивця Луріа Тоні Олівер в цей час слухає розмову по системі відеозапису, знаходячись в підсобному приміщенні магазину Брунжеса. Почувши від Скаллі, що Луріа імовірно повстав з мертвих, Олівер з третім учасником убивства, Клінтоном, їдуть уночі на кладовище та розкопують могилу — віко прибите цвяхами; його тіло лежить в домовині. Коли Клінтон біжить до машини за інструментом, його хтось убиває.
Наступного ранку агенти з поліцейськими досліджують місце злочину, вони знаходять у головах домовини Луріа єврейську книгу, котра зненацька самозагоряється в руках у Малдера. Члени угрупування сваряться між собою. Агенти дізнаються — горіла кабалістична книжка «Сефер Йєціра»; вона належить Якубу Вайсу. Аріел показує агентам общинну обручку — її виготовлено в Коліні; помічником ювеліра був Якуб Вайс — йому вдалося пережити Голокост. Відшукавши Вайса в синагозі, агенти виявляють там же повішене тіло Олівера; хтось швидко й тихо пробігає поруч. Хтось збиває з ніг Малдера; Скаллі стріляє — це Якуб Вайс. Вайс признається в обидвох убивствах, під час допиту він від лацкана піджака відтирає шматки землі. Скаллі повідомляє Фоксу — після війни він був в рядах «Ірґун», а 1959-го його арештували британці — за підрив бомби. Однак Малдер не вірить Вайсу та вважає, що справжнім убивцею є Ґолем — міфологічний монстр, котрий є тілом без душі. Фокс відпускає Вайса з-під охорони.
Брунжеса убивають в його майстерні. На відеоплівці агенти бачать схожу на Луріа людину. Малдер робить висновок — оскільки Аріел та Ісаак не встигли побратися, наречена створила примару в намаганні повернути загиблого коханого, або Голема створив батько Аріел для помсти. Агенти не знаходять Аріел вдома.
Аріел приходить в синагогу із церемоніальною обручкою, аби побратися з Луріа. Вайс знаходить її там й намагається відмовити, однак Голем нападає на нього і душить. Малдер та Скаллі, здогадавшись про місцезнахождення Аріел по зниклій з її квартири обручці, приїздять в синагогу, де знаходять ледь живого Вайса та бачать, як Аріел й Голем беруть шлюб. Голем намагається убити Малдера та завдає йому поранення. Аріель зупиняє Голема і, признавшись Ісааку в коханні, перетворює створіння в землю.

## Створення
Автором сценарію епізоду стал етнічний єврей Говард Гордон. Гордон вирішив віддати данину поваги своєму народу, завваживши: «ми ніколи не розкривали в серіалі тему жахіть антисемітизму й могутності слова. Оскільки я єврей, ця тема меня вельми хвилювала особисто». Ідея створити сюжет, закручений навколо Голема, обговорювалася й раніше. За словами Гордона, її пропонував «кожний сценарист єврейського походження, котрий поруч проходив». Назва серії є посиланням до єврейської похоронної молитви.
Гордон стверджував, що хотів написати подібний сценарій, починаючи з першого сезону, але тоді йому не вистачало «емоціональної основи». Натхнення надала церемоніальна обручка — насправді вона є єврейською реліквією й належала рабину, що пережив Голокост. Рабин використовував обручку в церемонії, коли двоє друзів Гордона брали шлюб. В часі весілля Гордону прийшла думка створити сюжет, схожий на «Ромео і Джульетту», де любов воскрешала б з мертвих.
Для збільшення шансів затвердження епізоду до виробництва Гордон включив в сценарій елементи антисемітизму. Однак спочатку як протагоністи й антагоністи епізоду пропонувалися афроамериканці, а головний негідник був «подобою Луїса Фаррахана». Згодом Гордон переписав сценарій, пояснюючи це так: «чорний антисемітизм — вельми малопомітна і важка річ, й він зовсім не підходив для побудованої драматичної структури».
Задля створення пропагандистських листівок Брунжеса Гордон зв'язався з Антидефамаційною лігою й затребував примірники антисемітської літератури. Отримані зразки використовувались в серії з невеликими змінами змісту. Цей епізод Гордон присвятив пам'яті своєї бабці Лілліан Кац.

## Сприйняття
«Каддіш» був продемонстрований на каналі «Fox» 16 лютого 1997 року. і був вперше показаний у Великій Британії на BBC One 17 грудня 1997 року. За шкалою Нільсена він здобув рейтинг 10,3, прем'єру дивилися приблизно 16,56 млн глядачів.
Епізод отримав незлецькі відгуки від телекритиків. Енді Мейслер в книзі «I Want to Believe: The Official Guide to the X-Files Volume 3» (Хочу вірити: Офіційний путівник по «Цілком таємно». Том 3) пойменував цю частину «одним з кращих епізодів четвертого сезону, які не відносяться до „міфології серіалу“» — завдяки відмінному злиттю характерів персонажів, соціального коментаря і надприродного". Джульєт Харрісон з «Den of Geek» вважала «Каддіш» кращим епізодом четвертого сезону, при цьому відмітивши розвиток сюжету як цілком реальний та до межі трагічний, незважаючи на його вельми фантастичну природу. Зак Гендлен, оглядач «A. V. Club», оцінив епізод на «B+» (3.5 бали з 4) та зауважив — «це той тип епізоду, котрий краше сприймається, якщо просто насолоджуватися стилем й презентацією, не особливо вдаючись в сценарій». Також він критично оцінив дії Скаллі в серії.
Оглядачі Ширман і Пірсон надали частині 3 зірки з 5 й нарекли її «однією з кращих авторства Гордона». Також завважили «особливу злість» сценарію, це на їх думку зробило «Каддіш» «якимось особливим». Пола Вітаріс з «Cinefantastique» приділила серії 3 зірки з 4-х.

## Знімались
| Актор             | Роль         |
| ----------------- | ------------ |
| Девід Духовни     | Фокс Малдер  |
| Джилліан Андерсон | Дейна Скаллі |
| Джастін Міцелі    | Аріель Лурія |
| Девід Ґрох        | Джейкоб Вайс |
| Джеймс Ченнон Ро  | Дерік Бенкс  |
| Девід Вул         | Кеннет Унгар |